# Société d'art et d'histoire de Beauport
La Société d’art et d’histoire de Beauport (SAHB) est un organisme sans but lucratif fondé en 1983 et présidé par un conseil d’administration. Le président fondateur et l'archéologue Pierre Drouin. Le président actuel est Marcel Audy. La SAHB a son siège à l’arrondissement de Beauport à la ville de Québec. La SAHB compte une centaine d'adhérents et elle est membre de la Fédération des Sociétés d’histoire du Québec. 

## Mission
Regrouper les artistes et les artisans ainsi que toutes les personnes intéressées à l’art, à l’histoire et au patrimoine;
Promouvoir la pratique de l’art, la recherche et la diffusion des connaissances de l’histoire locale, régionale et même nationale;
Diffuser de l’information à ses membres et à la population en général, par tous les moyens de publication appropriés
Administrer, c’est-à-dire, planifier, programmer, coordonner, animer des centres de diffusion d’art et d’histoire sur le territoire de Beauport.
La SAHB vise également à faire connaître l'histoire d'un village dont les limites correspondent à la paroisse créée en 1722, mais dont les origines remontent aux seigneuries accordées aux Jésuites (1626) et à Robert Giffard (1634). Le siège social de la Société est localisé au 583, avenue Royale à Beauport.
Le mandat de la SAHB est la diffusion des connaissances de l’histoire de Beauport et la promotion des arts dans la communauté beauportoise et régionale. Pour atteindre ses objectifs, la SAHB gère les activités d’animation historique et patrimoniale à la Maison Girardin (600 Avenue Royale, Québec) et de la Maison Tessier-Dit-Laplante (2328 Avenue Royale, Québec). Elle est également l’organisme mandaté par la ville de Québec pour prendre en charge le programme d’expositions artistiques et historiques de la salle Jean-Paul Lemieux située à la bibliothèque Etienne-Parent, arrondissement de Beauport à Québec. 

## Art

### Exposition temporaire
Spiritualités parallèles - projet virtuel - 23 octobre au 13 décembre 2020

### Expositions passées
Confession, 37 ans d'art beauportois - 8 juillet au 30 août 2020
Continuité 2014-2020 (Guillaume Demers, illustrateur) - 24 janvier au 14 mars 2020

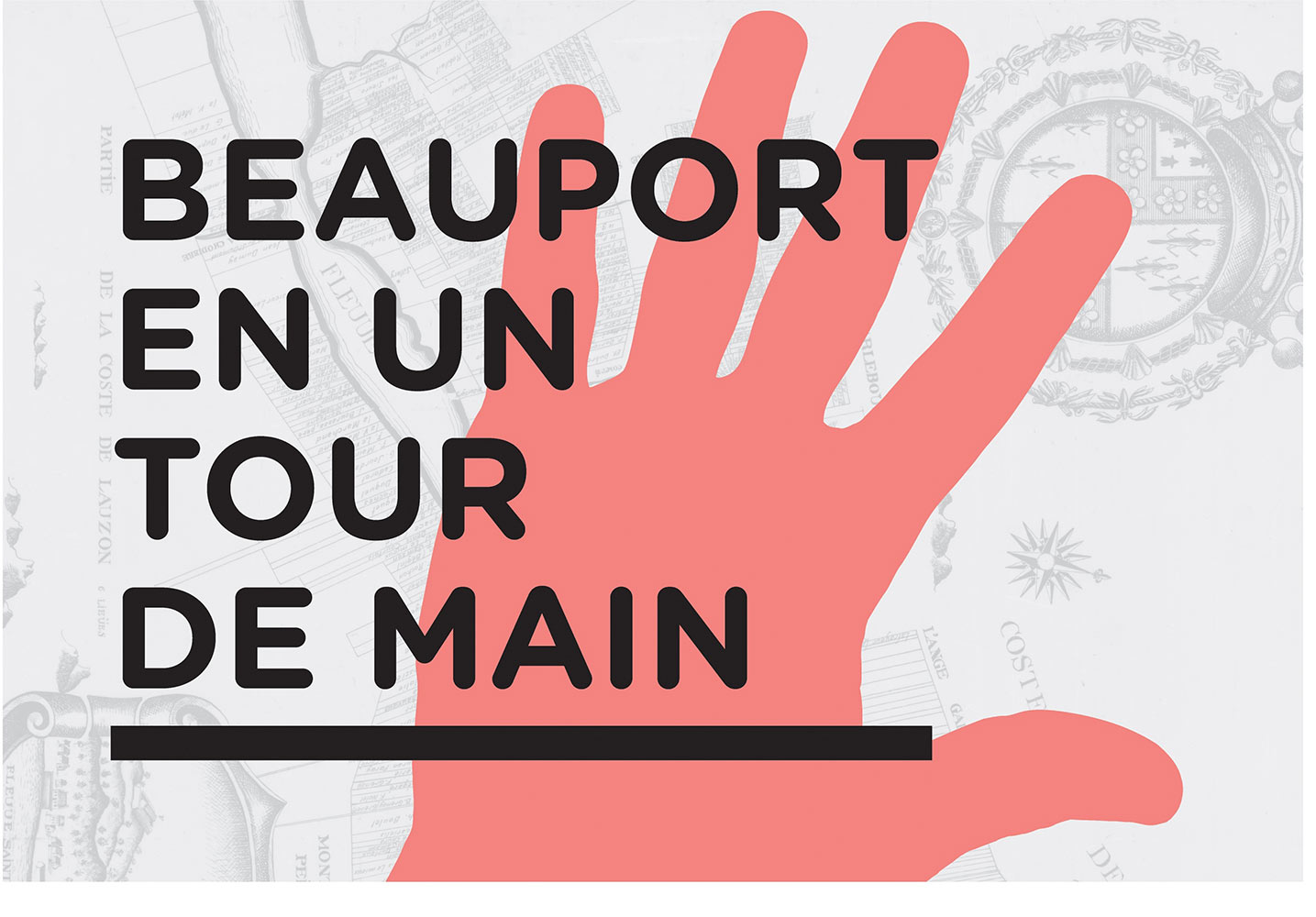
Affiche de l'exposition Beauport en un tour de main

Revanche (Sylvie Laurin, joaillière) - 1er novembre au 12 décembre 2019

## Histoire

### Exposition permanente
Beauport en un tour de main - Depuis le 21 juin 2014

## Patrimoine

### Maison Tessier-Dit-Laplante
Ancienne maison familiale de la lignée des Tessier-Dit-Laplante, la maison a été construite entre 1860 et 1865. Elle est située au 2328, avenue Royale dans l'arrondissement municipal de Beauport, à Québec.

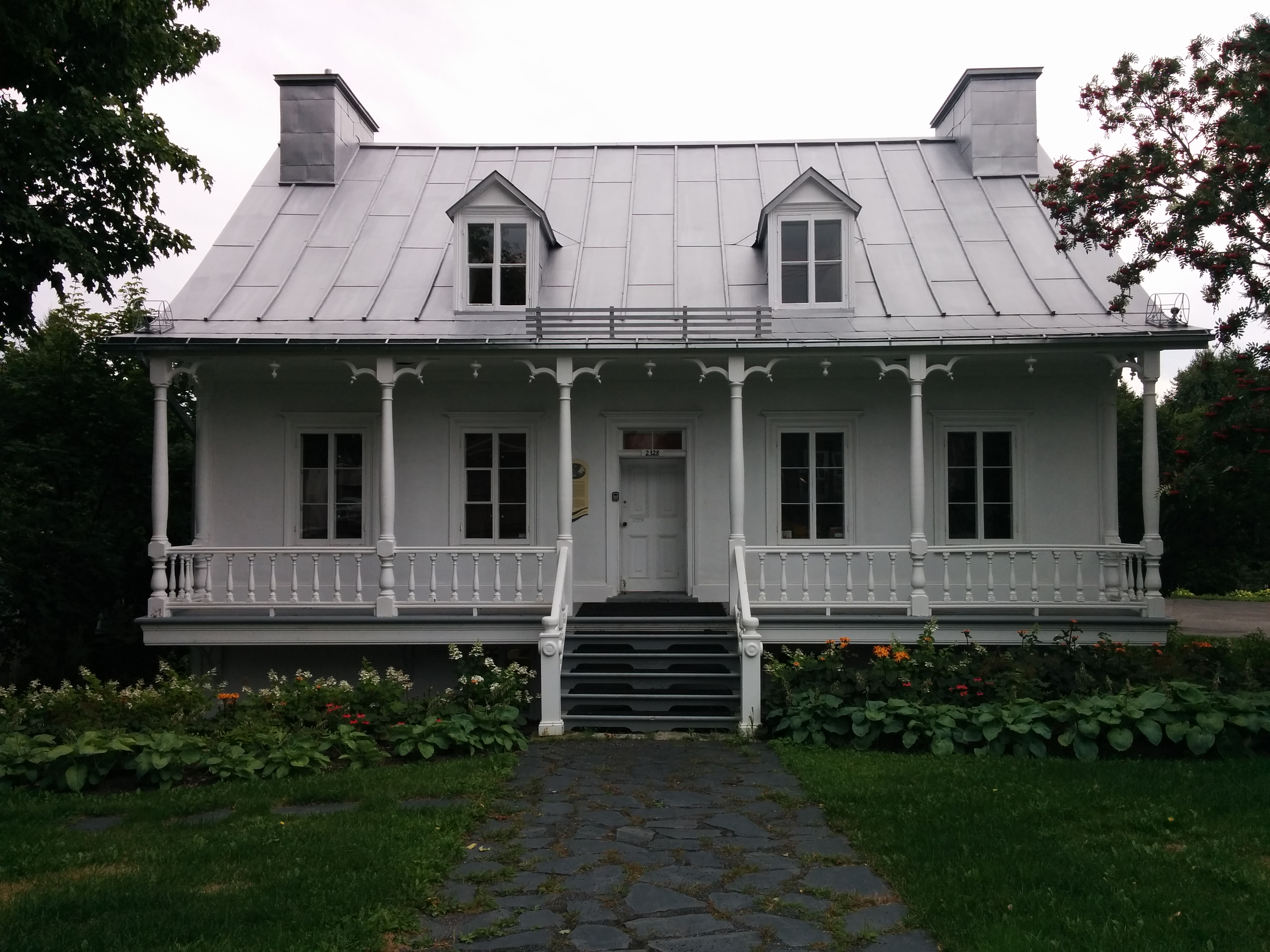
Maison Tessier-Dit-Laplante, vue avant.

Comme plusieurs bâtiments domestiques érigés sur la côte de Beauport au XVIIIe et au XIXe siècle, la maison est faite de pierres et présente un soubassement élevé en façade. Son architecture est typique de la maison québécoise néoclassique : d'inspiration française et britannique mais conçue pour résister aux rudesses du climat de la Nouvelle France. Elle se distingue surtout par sa fondation rectangulaire, le placement symétrique de ses ouvertures, son imposant toit à deux versants retroussés et ses deux galeries prédominantes à l'avant et à l'arrière.
La maison a été classée immeuble patrimonial par le Ministère de la culture et des communications du Québec en 1975. Elle fait partie du site patrimonial de Beauport, une zone délimitée de 96 hectares qui traverse les anciennes municipalités de Courville, Villeneuve, Beauport et Giffard.
La maison a subi de gros travaux de rénovation en 1983, juste avant le 350ème anniversaire de Beauport. Aujourd'hui, on y trouve plusieurs salles d'exposition ainsi qu'une salle polyvalente pour les cours d'arts visuels et les réunions.

### Maison Girardin
Ancienne maison de ferme des familles Béllanger et Girardin, la maison a été construite entre 1784 et 1819. Elle est située au 600, avenue Royale dans l'arrondissement municipal de Beauport, à Québec.
La Maison Girardin est érigée sur un terrain paysager en plein cœur de l'ancien bourg du Fargy qui s'est développé autour de l'église de la Nativité-de-Notre-Dame. Le bourg a généré le noyau constitutionnel de Beauport et l'un des premiers lotissements de villageois en Nouvelle France !

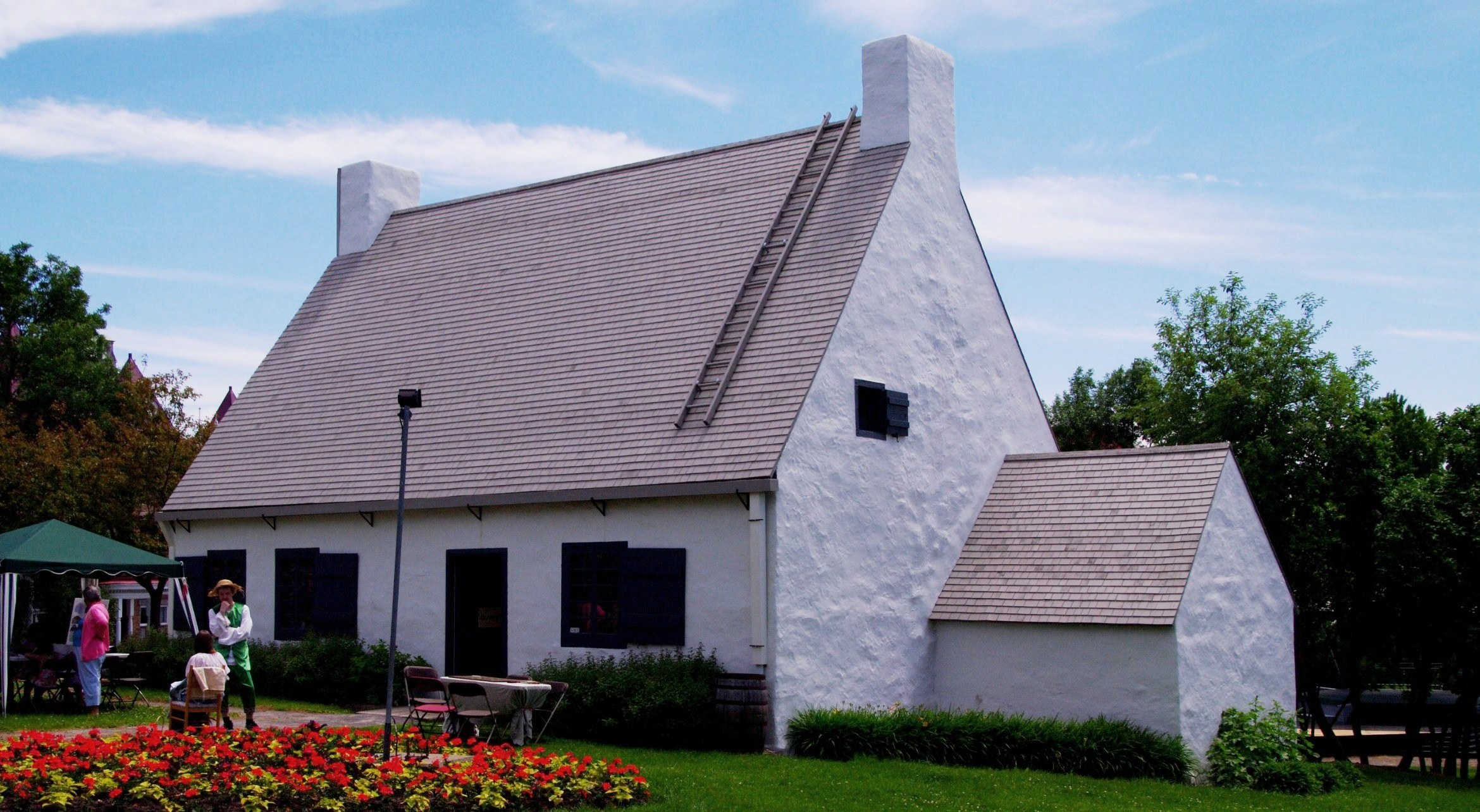
Maison Girardin, vue d'angle nord-ouest.

Son architecture est représentative de la maison rurale construite dans la région de Québec au XVIIIème et XIXe siècle : d'inspiration française avec la fonctionnalité des résidences fermières. Le corps de maison est bas et rectangulaire, et le toit à deux versants est aigu et surdimensionné. On remarque également une ancienne laiterie sur le flanc ouest de la maison. Traditionnellement construites sur une petite base carrée, les laiteries étaient entourées de murs de pierres épais et sans fenêtres pour préserver la fraîcheur des produits entreposés.
La maison fut classée immeuble patrimonial par le Ministère de la culture et des communications du Québec en 1977 et fait partie du site patrimonial de Beauport. Elle est également désignée lieu historique national par le gouvernement du Canada en 1982. Aujourd'hui, on y trouve des salles d'expositions et des salles polyvalentes pour les activités culturelles et les événements spéciaux.

## Publications

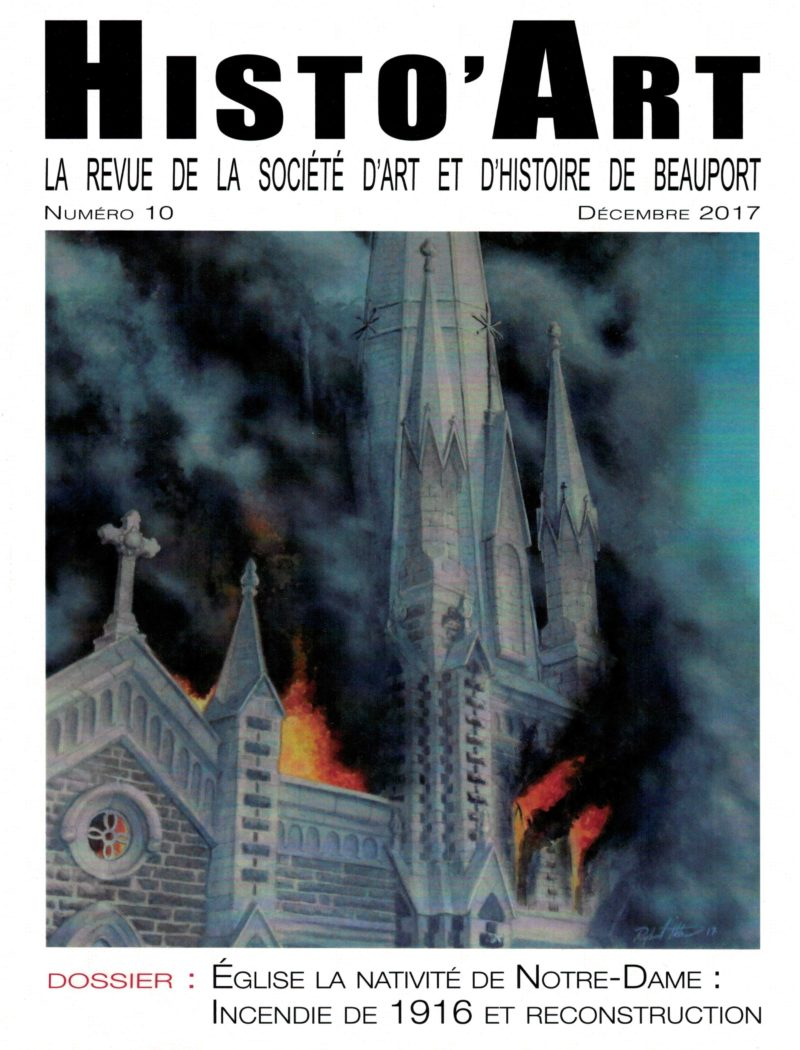
Page couverture de la revue Histo'Art, n°10.

Depuis 1989, la SAHB publie Histo'Art, une revue entièrement rédigée par les bénévoles. Chaque édition comporte un dossier spécial sur l'histoire et le patrimoine beauportois, le portrait d'un(e) artiste local(e) ainsi que des rubriques diverses sur l'art, les événements culturels, le patrimoine bâti et les personnages historiques se rapportant à Beauport. En date d'aujourd'hui, dix numéros d'Histo'Art ont été publiés et sont disponibles à l'achat : 
- N°1, « La Compagnie de brasserie de Beauport », 1989
- N°2, « Le quartier Everell », 1990
- N°3, « L’avenue Royale : arrondissement historique de Beauport », décembre 1991
- N°4, « L'utilisation de la pierre de Beauport depuis les débuts de la Nouvelle-France », mars 1993
- N°5, « Le Manoir Montmorency », mai 1994
- N°6, « La rivière Beauport », décembre 1995
- N°7, « Des moments de 375 ans d’histoire (1634 - 2009) », avril 2012.
- N°8, « Des loisirs organisés à Beauport », avril 2014
- N°9, « La collection permanente d’œuvres d’art », juin 2016
- N°10, « Église La Nativité-de-Notre-Dame : incendie de 1916 et reconstruction », décembre 2017
- N°11, « Habiter Beauport : le patrimoine bâti dans le site patrimonial de Beauport», septembre 2020

## Activités
La SAHB gère des activités liées à son mandat telles conférences historiques, programmes d’expositions en arts visuels, séances et ateliers d’interprétation historique locale à la Maison Girardin (maison historique à Beauport), cours en arts visuels, fouilles archéologiques dans le secteur de Beauport.

## Distinctions
- Prix du patrimoine de la Ville de Québec, catégorie interprétation-diffusion pour le programme VISA (visites d’intérieurs et de sites anciens de Beauport), 2009